# Кшиновлога-Мала (гміна)
Гміна Кшиновлога-Мала (пол. Gmina Krzynowłoga Mała) — сільська гміна у центральній Польщі. Належить до Пшасниського повіту Мазовецького воєводства.
Станом на 31 грудня 2011 у гміні проживало 3644 особи.

## Площа
Згідно з даними за 2007 рік площа гміни становила 184.40 км², у тому числі:
- орні землі: 67.00%
- ліси: 29.00%

Таким чином, площа гміни становить 15.14% площі повіту.

## Населення
Станом на 31 грудня 2011:
| Опис     | Загалом | Загалом | Чоловіки | Чоловіки | Жінки | Жінки |
| -------- | ------- | ------- | -------- | -------- | ----- | ----- |
| одиниця  | осіб    | %       | осіб     | %        | осіб  | %     |
| все      | 3644    | 100     | 1850     | 50.77    | 1794  | 49.23 |
| міське   | 0       | 100     | 0        |          | 0     |       |
| сільське | 3644    | 100     | 1850     | 50.77    | 1794  | 49.23 |

## Сусідні гміни
Гміна Кшиновлога-Мала межує з такими гмінами: Дзежгово, Єднорожець, Пшасниш, Хожеле, Черніце-Борове.